# Thành Thị Nại

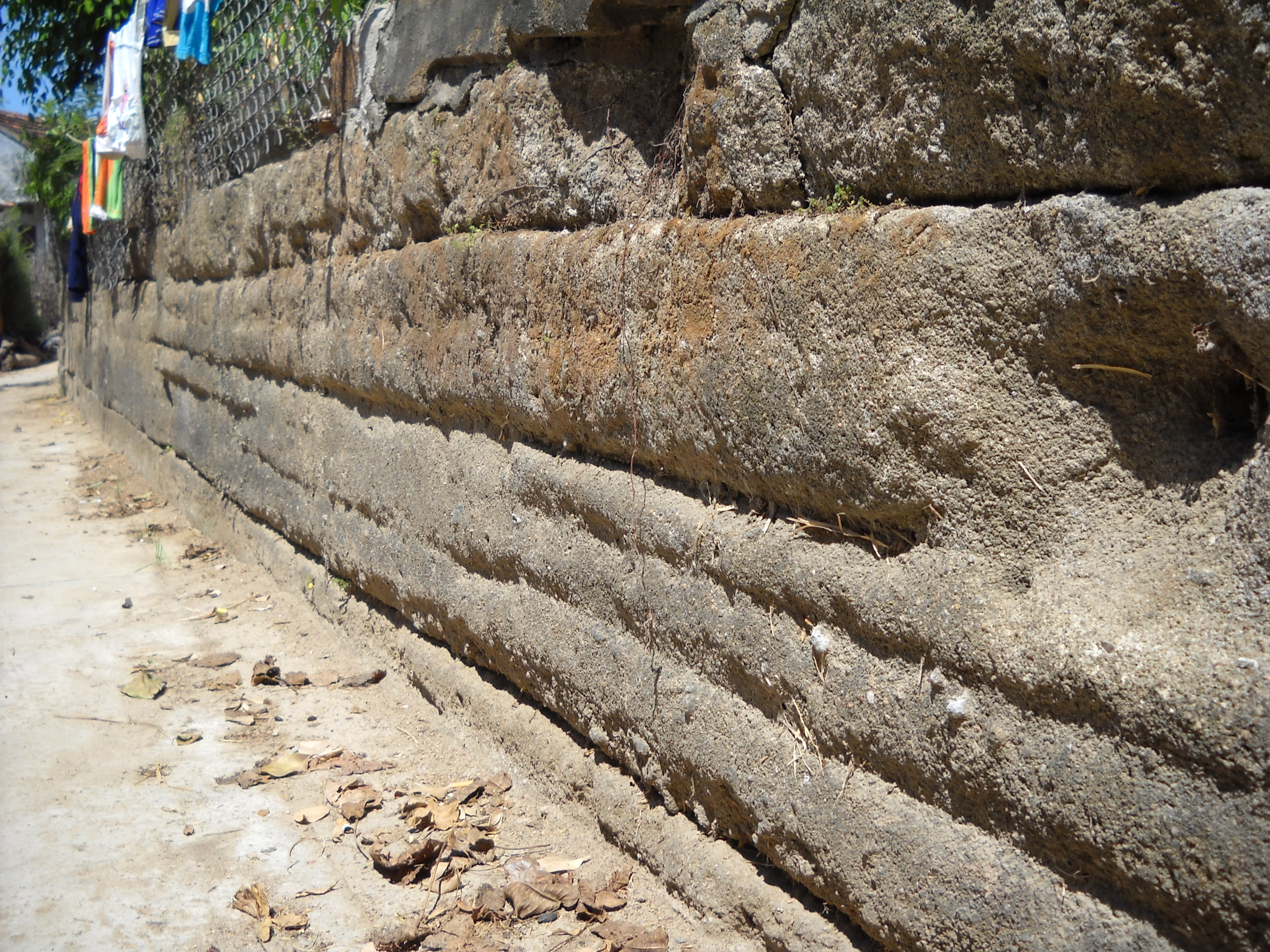
Di tích thành Thị Nại

Thành Thị Nại, còn có tên gọi khác là thành Bình Lâm, Bal Sri Banoy là một thành cổ nằm ở bên bờ Đầm Thị Nại, đóng vai trò là tiền đồn trấn giữ cho kinh đô Đồ Bàn của vương quốc Chăm Pa.

## Vị trí
Dựa theo các thư tịch cổ và các khảo cổ được phát hiện, Thành Thị Nại là tòa thành nằm trên địa bàn thuộc các thôn: Bình Lâm, Bình Nga Đông, Bình Nga Tây và Bình Trung, xã Phước Hòa, huyện Tuy Phước. Di tích còn lại cho thấy thành được xây dựng trên một dồi đất cao nằm kẹp giữa hai phân lưu phía hạ nguồn của sông Côn là sông Cầu Đun và sông Gò Tháp, phía bắc là sông Đập Đá.

## Đặc điểm
Thành có bình diện hình chữ nhật, chiều dài chạy theo hướng Đông-Tây, dài 1.300 mét; chiều rộng hơn 600 m. Phía bắc là đoạn sông Gò Tháp làm thành hào tự nhiên. Vết tích còn lại là một dải gạch đổ dài trên 200m, trên đó còn một đoạn tường khá nguyên vẹn. Tường thành phía Nam chạy dọc theo sông Cầu Đun. Dấu vết còn lại là một dải đất cao có bề mặt rộng tới 15–20 m.
Theo Nguyên sử ghi chép lại thì vào thế kỷ 13 khi đạo quân Toa Đô tiến vào đây, thành được làm bằng gỗ.
Theo ghi chép của Mã Đoan, viên thông ngôn của Trịnh Hòa (người nhà Minh, Trung Quốc) năm 1413 trong sách Doanh Nhai Thắng Lãm thì thành Thị Nại được miêu tả như sau: 
Ở về phía đông bắc tính từ kinh đô, có hải cảng mang tên Tân Châu Cảng. Trên bờ có xây ngọn tháp cao bằng đá như là một thắng tích. Tàu bè khắp nơi tụ hội ở đây, chiếc thì thả neo, chiếc ra khơi. Trên bờ có đồn lính, người ngoại quốc gọi là "She pi-nai" (Sri Banoy), có hai thủ lĩnh trông coi đồn này, [và] bên trong [đồn] có khoảng năm sáu chục gia đình người nước ngoài sinh sống bảo vệ bến tàu.

## Vai trò trong lịch sử

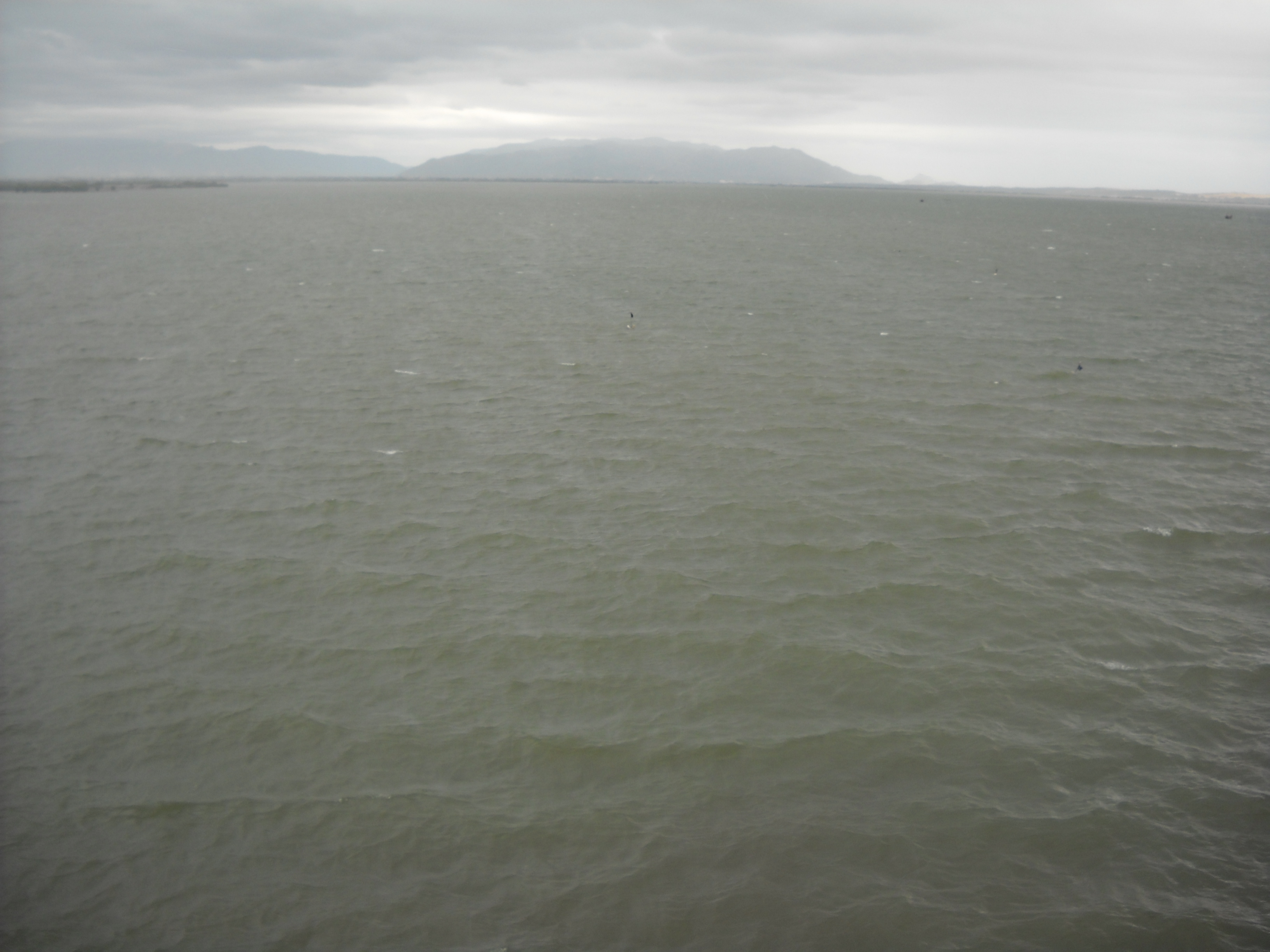
Xa về phía bắc bên bờ trái đầm Thị Nại là vị trí của Thành Thị Nại xưa

Thành Thị Nại với vị trí là tiền đồn bảo vệ cho kinh đô Đồ Bàn của Cham Pa, nên các cuộc tấn công thường nhắm vào thành này. Chiến trận đầu tiên ghi lại trong thư tịch trận thủy chiến của quân Nguyên-Mông do Toa Đô chỉ huy. Trước sức mạnh của quân địch, thành bị hạ và người Chăm đã rút lui về kinh đô Đồ Bàn.
Trận thứ hai ghi lại trong văn tịch trận chiến với Đại Việt thời vua Trần Duệ Tông và Lê Thánh Tông. Người Chăm đánh bại quân vua Duệ Tông nhưng khi vua Lê Thánh Tông thân chinh kéo vào cửa biển năm 1471 thì thành Thị Nại thất thủ. Quân Việt sau đó kéo lên hạ thành Đồ Bàn. Thị Nại từ đấy mất vị trị phòng thủ kinh đô nên cũng tàn lụi.